# تشاد ليندبرج
تشاد ليندبرج (بالإنجليزية: Chad Lindberg)‏ هو ممثل أمريكي، ولد في 1 نوفمبر 1976 في الولايات المتحدة.

## أعمال

### أفلام
- (1999) أكتوبر سكاي[3]
- (2001) السرعة والغضب[4]
- (2003) ذا لاست ساموراي[5]

### مسلسلات
- الملفات الغامضة
- إن سي آي إس
- التحقيق في موقع الجريمة
- نيويورك
- عقول إجرامية
- عملاء شيلد
- كاسل
- ويدز

## وصلات خارجية
- تشاد ليندبرج على موقع IMDb (الإنجليزية)
- تشاد ليندبرج على موقع ألو سيني (الفرنسية)
- تشاد ليندبرج على موقع أول موفي (الإنجليزية)
- تشاد ليندبرج على موقع قاعدة بيانات الأفلام السويدية (السويدية)
- تشاد ليندبرج على موقع قاعدة بيانات الفيلم (الإنجليزية)
- تشاد ليندبرج على موقع كينوبويسك (الروسية)